# Evangelía Karakósta
Evangelía Karakósta (en grec Ευαγγελία Καρακώστα), née le 19 avril 1952 au Pirée, est une femme politique grecque.

## Biographie
Aux élections législatives grecques de janvier 2015, elle est élue députée au Parlement grec sur la liste de la SYRIZA dans la deuxième circonscription du Pirée.